# Eckesachs
Eckesachs ist ein berühmtes Schwert der deutschen Heldensage, das der Zwerg Alberich schmiedete und das nacheinander Ruodlieb, Ecke und Dietrich von Bern gehörte.
Der Sachs oder auch Sax war ein bei den Germanen gebräuchliches einschneidiges Hiebschwert. Dietrich von Bern nahm das Schwert in seinen Besitz, als er den Riesen Ecke besiegt hatte. Bereits Heinrich von Veldeke bezeugt am Ende des 12. Jahrhunderts die weite Bekanntheit dieses Schwerts (Eneasroman V. 5728).

„Zuletzt unterliegt Ecke. Vergeblich bietet Dietrich Schonung und Genossenschaft, wenn jener das Schwert abgebe. Ecke trotzt und zeigt selbst die Fuge, wo sein Harnisch zu durchbohren ist. Dietrich beklagt den Tod des Jünglings, nimmt dessen Rüstung und Schwert Eckesachs, das er seitdem führt, und bedeckt den Toten mit grünem Laube.“